# Karlsborg (plaats)
Karlsborg is de hoofdplaats van de gemeente Karlsborg in het landschap Västergötland en de provincie Västra Götalands län in Zweden. 
Karlsborg heeft 3624 inwoners (2015) en een oppervlakte van 519 hectare. De plaats ligt aan het Vättermeer.

## Geschiedenis
Bij Karlsborg ligt op het schiereiland Vanäs een groot fort, Karlsborgs fästning.  De hoofdstad Stockholm was met zijn ligging aan de kust kwetsbaar voor buitenlandse aanvallen en de regering besloot het fort te bouwen als nationaal reduit ver van de kust. Bij een aanval zouden de Zweedse koning, regering, parlement en de defensiestaf zich terugtrekken in het fort. Er was ook plaats voor de goudreserves voor de centrale bank van Zweden. De locatie dicht bij het Götakanaal werd gekozen door Baltzar von Platen.
Het fort is een van de grootste in Noord-Europa en heeft een omvang van 100 hectare. Het moest ruimte bieden voor een garnizoen van 6000 man en zo'n 10.000 burgers. Aan drie zijden wordt het schiereiland omgeven door water, waardoor slechts een verdedigingsmuur noodzakelijk was, deze kwam in 1830 klaar. De andere zijden bestaan uit een hoog aardwerk. De hoofdarchitect was de militair Johan af Kleen.
De bouw was in 1819 van start gegaan. Vanwege de hoge kosten en geldgebrek kwam het fort pas in 1870 in gebruik en in 1909 was het volledig voltooid. De technologische vooruitgang van aanvalswapens maakte een tweede fort, Vaberget, noodzakelijk. Dit fort werd aan het begin van de 20e eeuw gebouwd en ligt op vijf kilometer ten westen van Karlsborg. Nabij het fort is de stad Karlsborg verrezen. Aanvankelijk boden de huizen woonruimte voor arbeiders die werkten aan het fort. Na de bouw profiteerde de stad van het transport over het Götakanaal, hetgeen zorgde voor de nodige bedrijvigheid.
In 1918 verloor het fort zijn oorspronkelijke functie, maar het is nog altijd in gebruik bij defensie en verschillende eenheden zijn er gelegerd geweest of nog gelegerd.
Er is een museum in de 678 meter lange vestingmuur. Het heeft een oppervlakte van meer dan 2000 m² en heeft een grote collectie van uniformen, wapens, miniatuurmodellen en andere voorwerpen.

## Verkeer en vervoer
Bij de plaats lopen de Riksväg 49, Länsväg 195 en Länsväg 202. Het Götakanaal doorsnijdt de stad. In de buurt ligt een militair vliegveld.

## Galerij

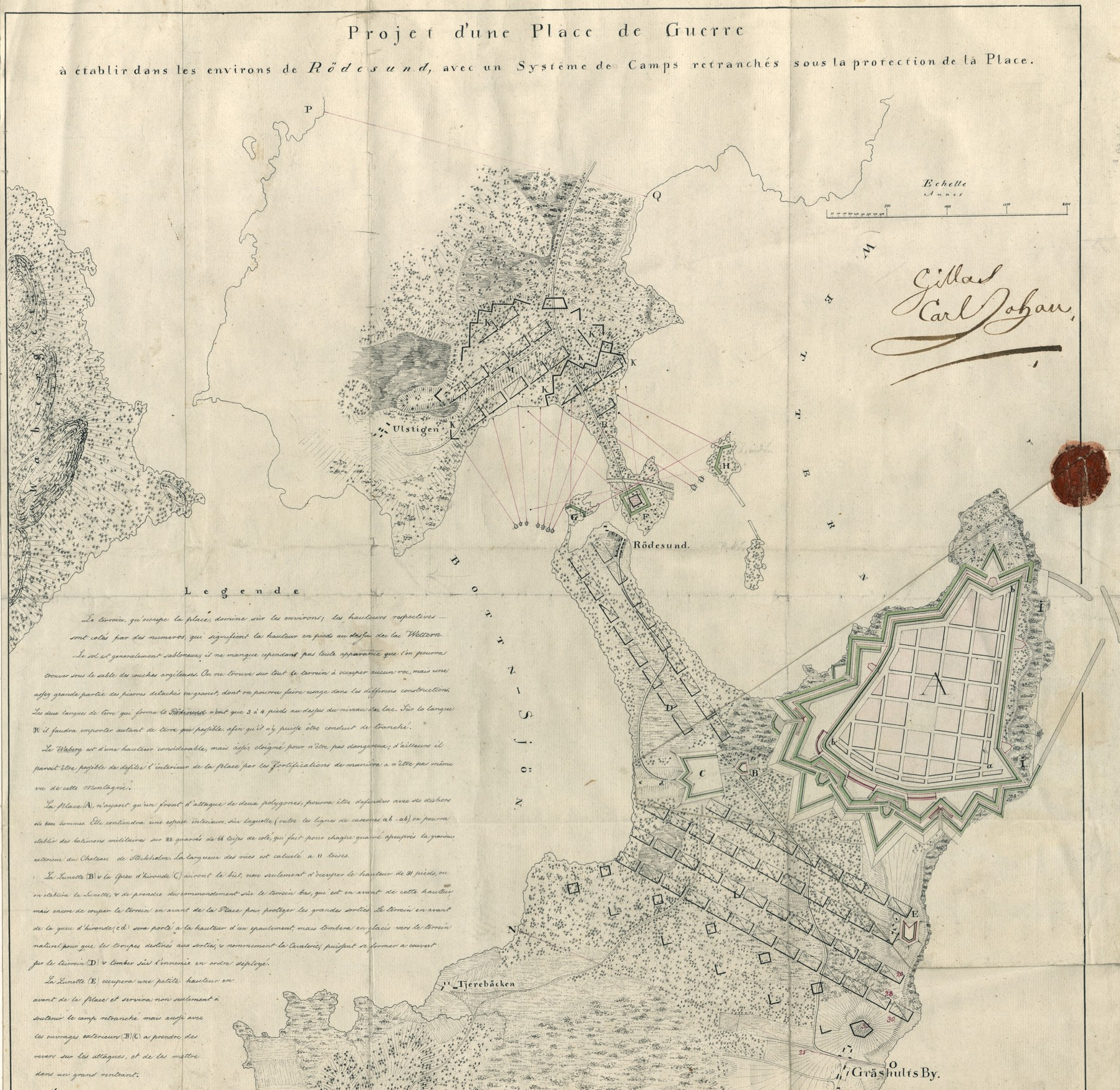
Plan fort uit 1819, goedgekeurd door de koning maar hiervan is later afgeweken
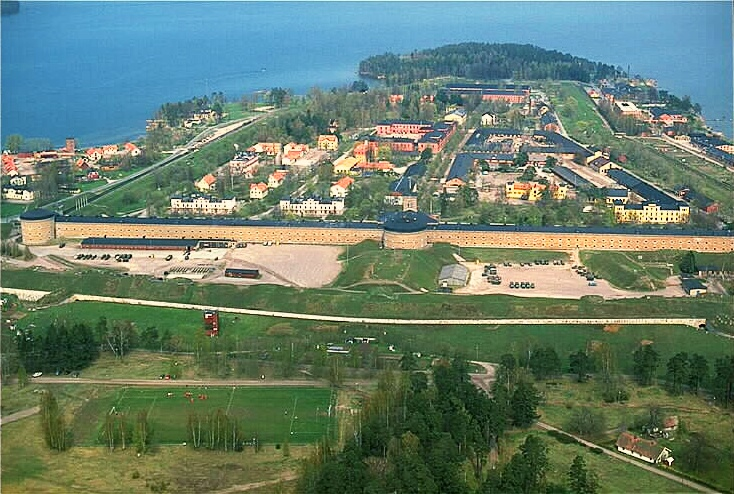
Luchtfoto van het fort
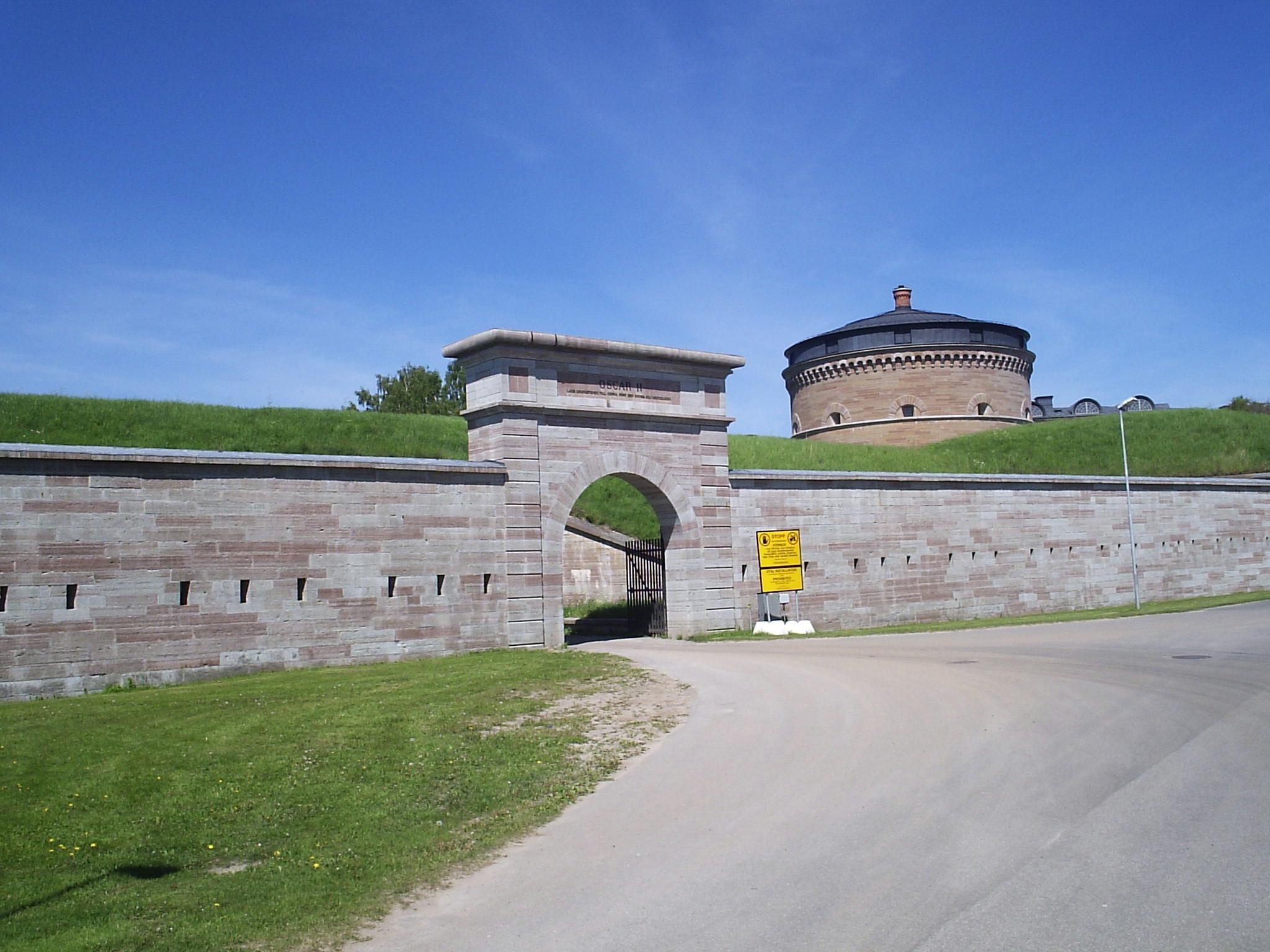
Een van de toegangspoorten
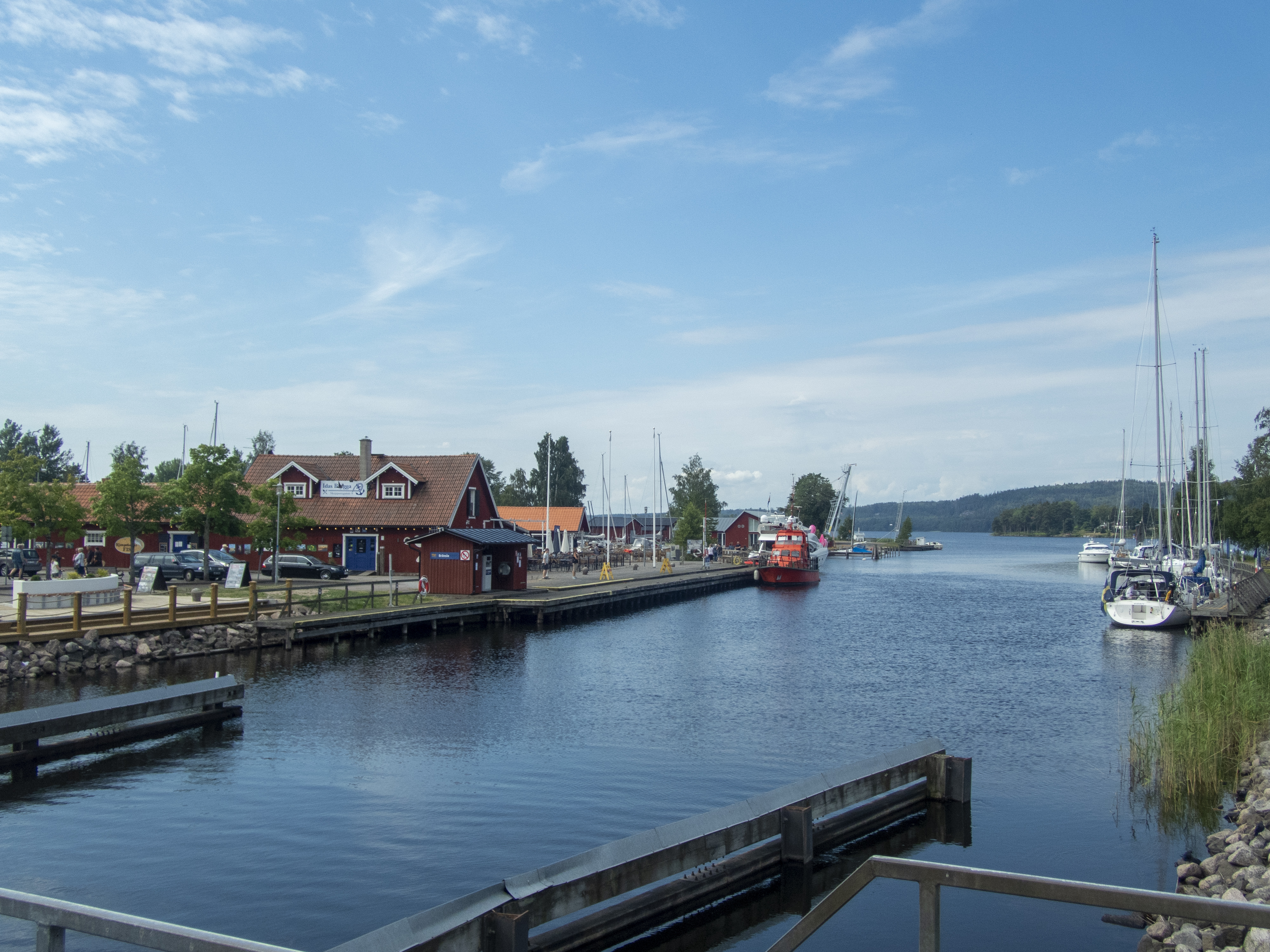
Het Götakanaal